# غاشاشا
محاكم غاكاكا، هو نظام عدالة مجتمعية في رواندا تأسس في أعقاب الإبادة الجماعية عام 1994. يمكن ترجمة مصطلح "غاكاكا" إلى "العشب القصير" في إشارة إلى المساحة العامة التي اعتاد شيوخ الحي الذكور (أباجابو) الاجتماع فيها لحل المشكلات المحلية. ثم تم اعتماد اسم هذا النظام في عام 2001 كعنوان لنظام العدالة الجنائية الجديد في الولاية "محاكم غاكاكا" لمحاكمة أولئك الذين يعتبرون مسؤولين عن الإبادة الجماعية في رواندا عام 1994 حيث قُتل ما يقدر بنحو 500000 شخص وعذبوا واغتصبوا.
في عام 1994، أنشأ مجلس الأمن التابع للأمم المتحدة المحكمة الجنائية الدولية لرواندا لمحاكمة كبار المسؤولين الحكوميين والجيش المتهمين بارتكاب جرائم الإبادة الجماعية وجرائم الحرب والجرائم ضد الإنسانية. تم إنشاء محاكم غاكاكا بموجب القانون في عام 2001، وبدأت العمل على أساس تجريبي في عام 2002، وفي نهاية المطاف أصبحت تعمل كمحاكم في جميع أنحاء البلاد بحلول أوائل عام 2007.